# 카를로 마닌카
카를로 마닌카(핀란드어: Kaarlo Maaninka, 1953년 12월 25일 ~ )는 핀란드의 전직 육상 선수로 1980년 하계 올림픽때 10000m에서 은메달을 획득했고 5000m에서 동메달을 획득했다.
카를로 마닌카의 키는 1.78m이고 몸무게는 약 60kg이다.

## 인물 정보
마닌카는 1980년 모스크바 올림픽때 10000m에서 은메달을 땄고 5000m에서 동메달을 땄다. 마닌카는 10000m에서 에티오피아 선수 미루츠 이프테르 뒤에서 은메달을 획득했다. 그는 5000m에서 술레이만 니암부이와 미루츠 이프테르 뒤에서 동메달을 획득했다.

## 참조
1. ↑  “올림픽 성적”. 2011년 4월 5일에 원본 문서에서 보존된 문서. 2016년 9월 21일에 확인함.